# حکومت آزاد گلویستن
حکومت آزاد گلویستن (انگلیسی: Free State of Galveston) همچنین با نام جمهوری جزیره گلویستن نامی است که از اوایل  تا میانه قرن بیستم به شهر ساحلی گلویستن، تگزاس داده می‌شد. امروز از این اصطلاح برای اشاره به فرهنگ و تاریخ آن دوره اشاره می‌شود. 
گلویستن در طول دهه پررونق بیست میلادی به یکی از محبوب‌ترین شهرهای تفریحی تبدیل شد. قماربازی غیرقانونی، قاچاق الکل و سایر جرائم با پوشش توریسم در این شهر انجام می‌شد. سم ماسیو و روزاریو ماسیو، دو چهره جرائم سازمان‌یافته که در این شهر صاحب کازینو و رستوران‌ها مختلف بودند، همچنین در امور دولتی شهر و صنعت توریسم کنترل داشتند. دلیل استفاده از اصطلاح حکومت آزاد گلویستن، اشاره به این نکته بود که انگار این شهر از قوانین ایالات متحده و ایالت تگزاس پیروی نمی‌کرد و قوانین خودش را داشت.